# Paraphoides
Paraphoides is een geslacht van vlinders van de familie spanners (Geometridae), uit de onderfamilie Ennominae.

## Soorten
- P. bura Druce, 1892
- P. dentata Dyar, 1918
- P. errantaria McDunnough, 1940
- P. foeda Rindge, 1964
- P. largifica Rindge, 1964
- P. stulta Rindge, 1964
- P. vafra Rindge, 1964